# Ester Nagel
Ester Merete Nagel (Stockholm, 5 maart 1918 - 19 maart 2005) was een Deense auteur. Ze schreef korte verhalen, romans, toneelstukken, hoorspelen, artikelen en kronieken. Het werk van Nagel gaat hoofdzakelijk over de rol van de vrouw en maatschappelijke thema's. 

## Levensloop
Nagel werd geboren op 5 maart 1918 in Stockholm. Ze was de dochter van groothandelaar Arnold Walter Nagel (1889-1947) en Else Elise Kønig (1893-1973). Ze groeide op in Berlijn en Kopenhagen. Aanvankelijk woonde het gezin aan de Stormgade in de Kopenhaagse binnenstad, maar het verhuisde vanwege geldproblemen naar Nørrebro. Nagel schreef en tekende graag en wilde actrice worden. Haar vader was het daar niet mee eens en om die reden startte ze in 1935 met een driejarige opleiding tot apothekersassistente.
In 1940 debuteerde ze met een kort verhaal in het literaire tijdschrift Vild hvede, waardoor ze in contact kwam met de Unge Kunstneres Klub waar ze zich bij aansloot. Daar ontmoette ze Tove Ditlevsen, met wie ze haar leven lang bevriend zou blijven. Vanaf 1943 kon Nagel rondkomen van haar schrijfwerk. Dat jaar publiceerde ze een verzameling van vier korte verhalen onder de titel Mennesker. Haar eerste roman Dagen gaar sin Gang verscheen een jaar later, in 1944. In 1947 verscheen haar tweede roman genaamd Striden om Jakob. In beide romans staat een hoofdpersoon centraal die op zoek is naar een balans tussen levensvreugde en de eisen en verwachtingen van de samenleving. 
Op 9 april 1943 trouwde ze met de verzetsstrijder Halfdan Rasmussen, die na de oorlog een van de bekendste Deense dichters en schrijvers werd. In 1945 werd hun dochter Iben Nagel Rasmussen (actrice) geboren, in 1946 gevolgd door hun zoon Tom Nagel Rasmussen (zanger en gitarist). In het dagelijks leven kwamen het huishoudelijk werk en de zorg voor de kinderen hoofdzakelijk op de schouders van Nagel neer. Ze vond het lastig een goede balans te vinden tussen haar rol als moeder en huisvrouw en die van schrijfster. Ze correspondeerde hierover met Tove Ditlevsen, die in dezelfde situatie verkeerde.
Eind jaren veertig werd Nagel lid van de Deense vrouwenbeweging, Dansk Kvindesamfund. Vanaf 1955 met het verschijnen van de roman Lille-Ost og hans bedrifter, verwerkte Nagel meer humor en satire in haar werk. De roman was een reactie op het essay En båltale med 14 års forsinkelse van Karen Blixen.
In de jaren vijftig en zestig begon Nagel met het schrijven van hoorspelen voor Danmarks Radio. In 1959 verscheen Lad Magdalena fortælle over het lot van een oorlogsvluchteling in een vluchtelingenkamp. In de andere hoorspelen staan thema's als het huwelijk en genderrollen centraal. Nagel was enkele jaren werkzaam voor Mellemfolkeligt Samvirke, de Deense afdeling van ActionAid, en schreef artikelen en opiniestukken over sociale en internationale onderwerpen. In de jaren zeventig zegde ze haar lidmaatschap van de Deense vrouwenbeweging op. Ze was van mening dat de vereniging een te conservatieve koers was gaan varen. In 1973 scheidde ze van Halfdan Rasmussen. Daarna legde ze zich toe op het schrijven van kinderdrama's voor theatergroepen als Comedievognen, Artibus en Team Teatret.
In 1986 publiceerde ze de briefwisseling tussen haarzelf en auteur Tove Ditlevsen onder de titel Husmor og skribøse. En brevveksling med Tove Ditlevsen. Ze schreven elkaar over het vinden van evenwicht tussen het moederschap en het schrijversvak. Na de dood van Ditlevsen kreeg Nagel haar eigen brieven terug, zodat ze de uitgave van beide kanten kon verzorgen. Het boek werd in 2022 opnieuw gepubliceerd onder de titel Tove og Ester. En brevveksling.
Ester Nagel overleed op 19 maart 2005, twee weken na haar 87ste verjaardag.

## Werken
- Mennesker. Fire skitser (1943)
- Dagen gaar sin gang (1944)
- Striden om Jakob (1947)
- Under Ansvar (1948)
- Fremmed gråd (1949)
- Danske folkeeventyr (1950)
- Huset ved dæmningen (1951)
- Lyset bag horisonten (1953)
- Navnet i klippen (1954)
- Lille-Ost og hans bedrifter (1955)
- Vimpler i blæst (1957)
- En køn redelighed, hørespil (1965)
- Et sted midt i verden (1966)
- Lad Magdalena fortælle (1968)
- Det store kirsebærtræ (1972)
- Havets døtre i vinden og andre noveller (1976)
- Uno (1977)
- Husmor og skribøse: En brevveksling med Tove Ditlevsen (1986)